# Jane Froman
Ellen Jane Froman (10 de noviembre de 1907-22 de abril de 1980) fue una cantante y actriz estadounidense.
Durante su carrera de treinta años, Froman actuó en el escenario, la radio y la televisión a pesar de los problemas de salud crónicos debido a las lesiones sufridas en un accidente aéreo en 1943.

## Biografía
Ellen Jane Froman nació en University City, Missouri, hija de Anna Tillman (de soltera Barcafer ) y Elmer Ellsworth Froman. Pasó su infancia y adolescencia en la pequeña ciudad de Clinton, en Missouri . Cuando Froman tenía unos cinco años, su padre desapareció misteriosamente y nunca más se supo de él, aunque se sabe que murió en Los Ángeles en 1936. Su madre se volvió a casar más tarde con William Hetzler. Froman desarrolló un tartamudeo en esta época, que se quedó con ella toda su vida, excepto cuando cantaba.
En 1919, Froman y su madre se mudaron a Columbia, Misuri, que ella consideraba su ciudad natal. En 1921, a la edad de 13 años, Froman y otra joven dieron un recital de piano y canciones en el Christian College,  ahora Columbia College (Missouri) (donde su madre era directora de estudios vocales y donde Froman se graduó más tarde). En 1926, Froman se graduó de Christian College y luego asistió a la Escuela de Periodismo de la Universidad de Misuri . Dos años después, en 1928, Froman se mudó a Cincinnati , donde estudió canto en el Conservatorio de Música de Cincinnati hasta 1930.

## Filmografía
| Título              | Papel         | Director         | Año  | Notes # |
| ------------------- | ------------- | ---------------- | ---- | ------- |
| Kissing Time        | Miss Sullivan | Roy Mack         | 1933 |         |
| Stars Over Broadway | Joan Garrett  | William Keighley | 1935 |         |
| Radio City Revels   | Jane Froman   | Benjamin Stoloff | 1938 |         |

## Muerte
Froman murió el 22 de abril de 1980, a los 72 años, en su casa en Columbia, Missouri de un paro cardíaco causado por una enfermedad cardíaca y pulmonar crónica.
Según los informes, nunca se recuperó por completo de un accidente automovilístico el 24 de diciembre de 1979.

## Legado
Froman era conocida por su voz de contralto . Hay tres biografías sobre Froman, las dos primeras escritas por Ilene Stone: One Little Candle: Remembering Jane Froman and Jane Froman, Missouri's First Lady of Song . Además, el 10 de noviembre de 2007 se publicó una biografía más nueva y detallada, Say It With Music: The Life and Legacy of Jane Froman , de Barbara Seuling, coincidiendo con el centenario del nacimiento de Froman..
En honor a lo que habría sido el cumpleaños número 100 de Froman, se llevó a cabo una gala, la Celebración del Centenario de Jane Froman, en Columbia, Missouri , el fin de semana del 9 al 11 de noviembre de 2007. Un DVD de la película Con una canción en mi corazón protagonizada por Susan Hayward, cuenta su biografía. Los segmentos se estrenaron el 9 de noviembre de 2007 y ahora Fox Home Entertainment lo distribuye ampliamente .
Por sus numerosas contribuciones, Froman recibió tres estrellas en el Paseo de la Fama de Hollywood : para Radio en 6321 Hollywood Blvd., para Grabación en 6145 Hollywood Blvd. y para Televisión en 1645 Vine Street en Hollywood, California.